# SIG SG 540突擊步槍

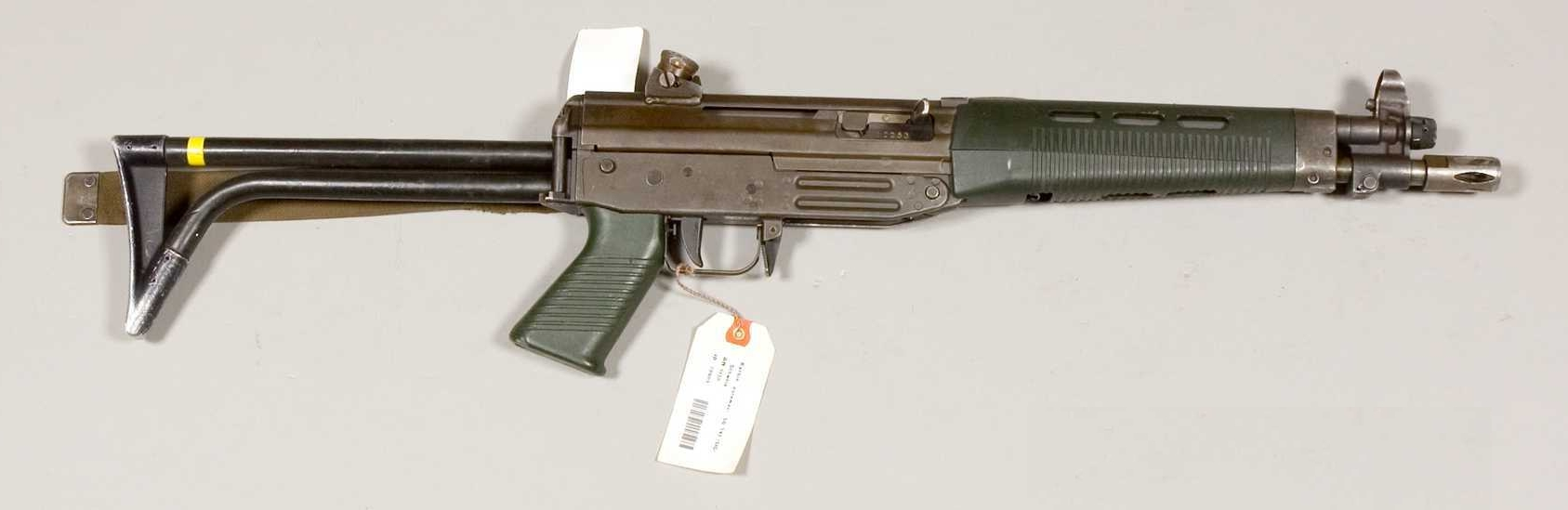
SG 543

SG 540是由瑞士Swiss Arms（前稱為：SIG）於1970年代初期研製的小口徑突擊步槍，其最初的研製目的是為了取代SIG SG 510自動步槍（Stgw.57）以成為瑞士武裝部隊的新一代制式步槍。然而瑞士武裝部隊最終卻沒有採用此槍，反而採用了以其衍生型SG 541作基礎的SIG SG 550突擊步槍。而SG 540及其衍生型主要是用於出口。

## 歷史
在1960年代因小口俓步槍突然興起，Swiss Arms研製了一種稱為SIG SG 530-1的5.56毫米口徑突擊步槍，然而由於該槍所運用的滾輪延遲反沖機制被認為是過於複雜以及製作成本過於昂貴，所以並沒有取得很大的成功。後來Swiss Arms決定採用衍生自AK的轉拴式槍栓以代替SG 530-1的原有機制，從而開發出SG 540。這種槍栓比起滾輪延遲反沖系統耐用和簡單得多。在1974年，Swiss Arms正式推出SG 540槍族。其中SG 540是一種發射5.56×45毫米M193彈的突擊步槍、SG 542為發射7.62×51毫米槍彈的戰鬥步槍，而SG 543則為SG 540的卡賓槍版本。
SG 540最早於1973-1974年開始投產，但由於瑞士當局在1972年加強對出口武器的限制，迫使生產改由法國馬努漢（Manurhin）公司進行。
SG 540槍族目前主要被數個非洲、亞洲和美洲國家的軍警所採用。於1988年，葡萄牙國營軍事工業INDEP公司收購了SG 543卡賓槍的生產權以生產步槍提供給自己的軍隊使用。而目前只有智利仍在生產SG 540和SG 542。這些步槍皆由FAMAE公司授權生產並供應給智利軍隊使用。另外，FAMAE公司更以SG 540作基礎而衍生出SAF衝鋒槍。

## 設計
SG 540是一種氣冷式和氣動式的選射突擊步槍，它採用了閉鎖式槍栓的機制。SG 540具有一個氣體調節器，調節器上有3個位置，“0”為完全閉合，用於發射22毫米槍榴彈，使用期間必須手動拋殼和裝填；“1”為導氣孔只打開一半，此為在正常射擊時使用；“2”為導氣孔完全打開，氣體流量大，是在極端條件下使用。例如：當有污染物進入槍中，或氣候惡劣的時候。其槍機為衍生自AK的轉拴式槍栓，復進簧繞在活塞桿上，而機框則通過一個可拆卸的拉機柄與活塞桿連接在一起，導氣活塞又與導桿固定連接，拉機柄位於機匣右邊，擊發時會隨槍栓框一起復進，並可用作手動排除故障。快慢機兼保險位於下機匣左邊，並具有四個位置，“S”為保險模式；“1”為半自動模式；“3”為三發點放模式；而“20”則為全自動模式。SG 540的供彈具為20或30發容量的半透明交錯排列式彈匣。當子彈用盡後其槍機會處於開放狀態，以完成無彈後定的作用。而槍栓釋放鈕則位於機匣左邊。
SG 540槍管上附有消焰器，同時也可用作安裝槍榴彈及步槍刺刀。其機械瞄準具為柱形準星和傾斜轉鼓式覘孔照門，其準星可上下轉動以進行校正。用戶亦可於步槍的機匣頂部裝上導軌以對應各種瞄準鏡。
SG 540槍族具有固定式及可摺式兩種槍托可供選擇，而在護木底部更藏有一對可摺式兩腳架。為了盡可能的減低重量，此槍的固定槍托、手槍握把及護木皆由高強度的聚合物製成。另外為了減低成本，在生產過程中亦運用了金屬沖壓。

## 衍生型
- SG 540：發射5.56×45毫米小口徑步槍彈的標準型突擊步槍。
- SG 542：發射7.62×51毫米全尺寸步槍彈的戰鬥步槍，通常使用20或30發容量彈匣供彈（亦有較小容量的5發和10發彈匣），有效射程約為600米。
- SG 543：發射5.56×45毫米小口徑步槍彈的卡賓槍，有著比SG 540更短的槍管（11.8吋），內部機構亦有縮小，所用護木也與SG 540不同，且不具兩腳架和不能發射槍榴彈。其有效射程約為400米。
- SG 541：以SG 540作基礎的突擊步槍，為SG 550的原型槍。

### 民用版
SG 540具有兩個民用版本，SIG Manurhin F.S.A.和SIG Manurhin C.S.A.。這些步槍均由馬努漢公司生產，它們分別發射.222雷明登和.243溫徹斯特兩種彈藥。其供彈具為30發或5發容量的彈匣，並可選擇固定式或可摺式槍托。這些步槍之所以會採用這些較罕見的彈藥是為了針對某些歐洲國家對5.56×45毫米/.223雷明登及7.62×51毫米/.308溫徹斯特等彈藥的限制。

## 使用國

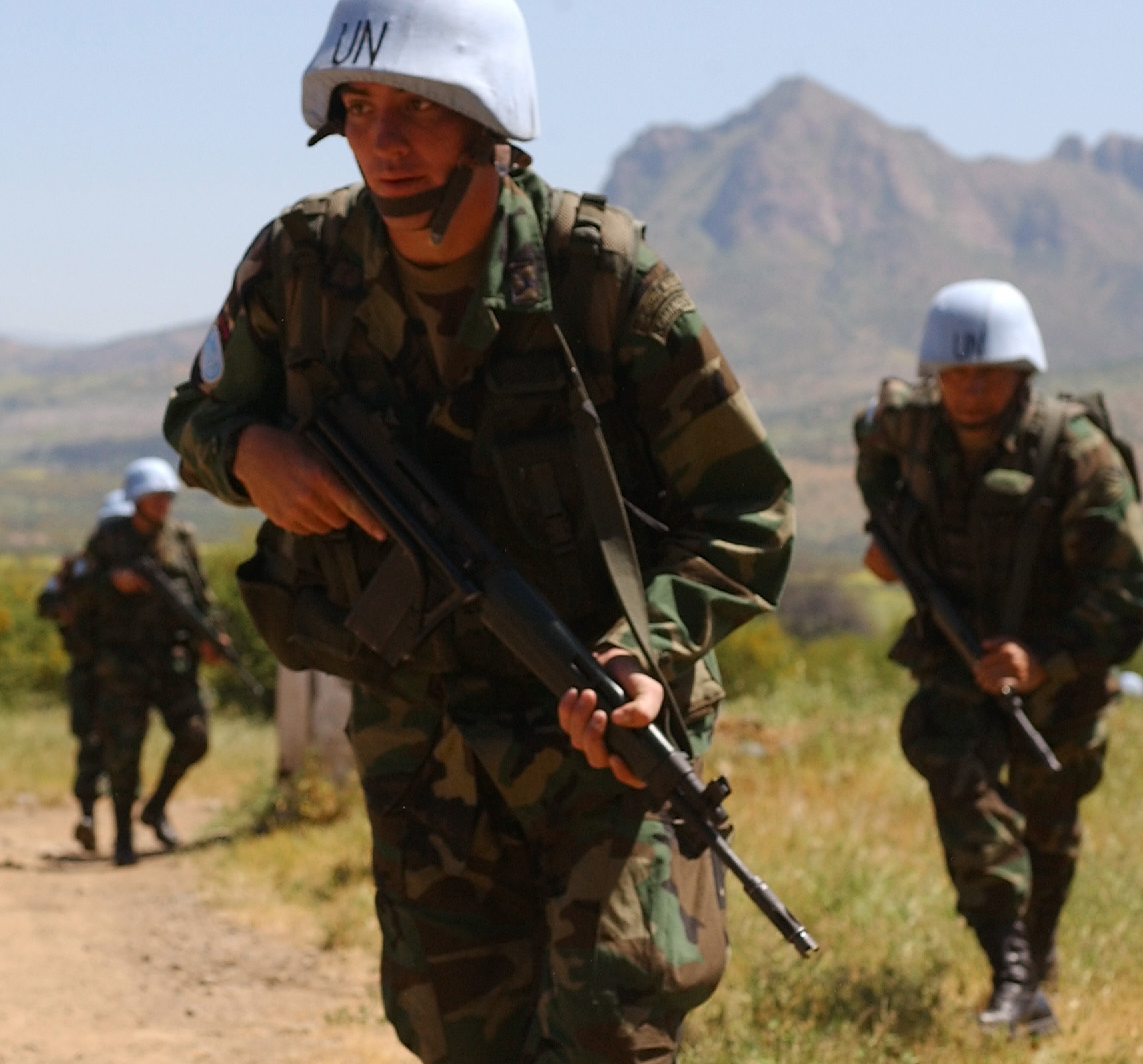
厄瓜多爾维和部队裝備的SG 542

- 阿根廷
- 玻利维亚－使用SG 542。
- 布吉納法索[3]
- 喀麦隆[3]
- 中非－使用SG 540-1。
- －使用SG 542。[3]
- 智利－使用SIG-FAMAE SG 542-1、SG 540和SG 543。[3]由FAMAE授權生產[4]。
- 刚果民主共和国[3]
- [3]
- [3]
- [3]
- 法國－由馬努漢（Manurhin）特許生產。
  - 法國陸軍[4]（在1980年代初期被FAMAS所取代）[4]
  - 國家憲兵干預組（SG 543）
- 加彭[3]
- 印度尼西亞
- 黎巴嫩[3]
- 模里西斯[3]
- 尼加拉瓜[3]
- 奈及利亞[3]
- 阿曼[3]
- 巴拉圭[3]
- 葡萄牙
  - 葡萄牙陸軍（英语：Portuguese Army）[4]
- 塞内加尔[3]
- 塞舌尔[3]
- [3]
- 多哥[3]
- 美国
  - 部份地方警察單位所屬的特種武器和戰術部隊

## 外部連結
- 槍炮世界（页面存档备份，存于）
- Modern Firearms（页面存档备份，存于）
- YouTube上的操作片段

## 另見
- SIG SG 510（瑞士前制式步槍）
- SIG SG 530（前身）
- SIG SG 550（瑞士現役制式步槍）
- AR-15
- M16
- AR-18
- IMI Galil
- FN CAL
- FN FNC
- HK 33
- 貝瑞塔AR70
- XL64
- AK-74
- AK-47
- AKM
- AIM
- Vz.58
- StG44
- StG45
- CETME
- HK G3
- FN FAL
- AR-10
- M14